# Visconde de Avelar
Visconde de Avelar é um título nobiliárquico criado por D. Carlos I de Portugal, por Decreto de 4 de Março de 1897, em favor de António Gomes de Avelar, depois 1.º Conde de Avelar.
Titulares
1. António Gomes de Avelar, 1.º Visconde e 1.º Conde de Avelar.